# Carlos Layoy
Carlos Daniel Layoy (Paso de los Libres, 26 febbraio 1991) è un altista argentino.

## Biografia
Nato nella provincia di Corrientes,Layoy ha debuttato in ambito regionale nel 2007, prendendo parte ai Campionati sudamericani di categoria. Successivamente, ha preso parte principalmente a competizioni in America meridionale partecipando a tre edizioni consecutive dei Giochi sudamericani, vincendo due medaglie nel 2014 e nel 2018.
Layoy ha eguagliato il record nazionale di salto in alto outdoor e detiene in solitaria quello indoor, stabilito nel 2019.

## Palmarès
| Anno | Manifestazione             | Sede              | Evento        | Risultato      | Prestazione | Note             |
| ---- | -------------------------- | ----------------- | ------------- | -------------- | ----------- | ---------------- |
| 2007 | Sudamericani juniores      | San Paolo         | Salto in alto | 7º             | 1,95 m      |                  |
| 2007 | Panamericani juniores      | San Paolo         | Salto in alto | nm             | nm          |                  |
| 2008 | Sudamericani allievi       | Lima              | Salto in alto | Oro            | 2,08 m      |                  |
| 2009 | Sudamericani juniores      | San Paolo         | Salto in alto | Oro            | 2,14 m      |                  |
| 2009 | Panamericani juniores      | Port of Spain     | Salto in alto | 5º             | 2,09 m      |                  |
| 2010 | Sudamericani U23           | Medellín          | Salto in alto | 4º             | 2,09 m      |                  |
| 2010 | Campionati ibero-americani | San Fernando      | Salto in alto | Bronzo         | 2,18 m      |                  |
| 2010 | Mondiali juniores          | Moncton           | Salto in alto | 7º             | 2,17 m      |                  |
| 2011 | Sudamericani               | Buenos Aires      | Salto in alto | Bronzo         | 2,20 m      |                  |
| 2011 | Giochi panamericani        | Guadalajara       | Salto in alto | 10º            | 2,18 m      |                  |
| 2012 | Sudamericani U23           | San Paolo         | Salto in alto | Argento        | 2,19 m      |                  |
| 2012 | Campionati ibero-americani | Barquisimeto      | Salto in alto | 6º             | 2,19 m      |                  |
| 2013 | Sudamericani               | Cartagena         | Salto in alto | 5º             | 2,19 m      |                  |
| 2014 | Campionati ibero-americani | San Paolo         | Salto in alto | 4º             | 2,21 m      |                  |
| 2014 | Giochi sudamericani        | Santiago del Cile | Salto in alto | Bronzo         | 2,18 m      |                  |
| 2015 | Sudamericani               | Lima              | Salto in alto | 6º             | 2,05 m      |                  |
| 2016 | Campionati ibero-americani | Rio de Janeiro    | Salto in alto | 8º             | 2,15 m      |                  |
| 2017 | Sudamericani               | Asunción          | Salto in alto | 4º             | 2,16 m      |                  |
| 2017 | Universiadi                | Taipei            | Salto in alto | 4º             | 2,20 m      |                  |
| 2018 | Campionati ibero-americani | Trujillo          | Salto in alto | Oro            | 2,21 m      |                  |
| 2018 | Giochi sudamericani        | Cochabamba        | Salto in alto | Argento        | 2,25 m      | =                |
| 2019 | Sudamericani               | Lima              | Salto in alto | 4º             | 2,10 m      |                  |
| 2019 | Giochi panamericani        | Lima              | Salto in alto | 11º            | 2,10 m      |                  |
| 2020 | Sudamericani indoor        | Cochabamba        | Salto in alto | 4º             | 2,16 m      | Record nazionale |
| 2021 | Sudamericani               | Guayaquil         | Salto in alto | Bronzo         | 2,17 m      |                  |
| 2022 | Mondiali                   | Eugene            | Salto in alto | 21º (q)        | 2,21 m      |                  |
| 2022 | Giochi sudamericani        | Asunción          | Salto in alto | nm             | nm          |                  |
| 2023 | Sudamericani               | San Paolo         | Salto in alto | Oro            | 2,23 m      |                  |
| 2023 | Mondiali                   | Budapest          | Salto in alto | Qualificazione | nm          |                  |
| 2023 | Giochi panamericani        | Santiago          | Salto in alto | 13º            | 2,15 m      |                  |
| 2025 | Sudamericani               | Mar del Plata     | Salto in alto | 7º             | 2,00 m      |                  |